# Менделеньи, Тамаш
Тамаш Менделеньи (венг. Mendelényi Tamás; 2 мая 1936, Будапешт — 6 сентября 1999, Варгестеш) — венгерский фехтовальщик-саблист, чемпион Олимпийских игр 1960 года в командном первенстве.

## Биография
Выступал за команды «Вашаш», «Гонвед» и БВСК из Будапешта. В 1956 году завоевал титул чемпиона мира среди юниоров, через год выиграл чемпионат мира со взрослой сборной. Всего в его активе восемь медалей чемпионата мира, из них две золотые медали (обе в командном первенстве), в личном первенстве его лучшим результатом стало 2-е место на чемпионате мира в Будапеште в 1959 году. В 1960 году выиграл титул олимпийского чемпиона в командном первенстве, выступал до 1964 года. После карьеры Менделеньи занялся тренерской деятельностью и получил высшее образование в области физического воспитания, а также диплом хирурга. Под его руководством Венгрия завоёвывала ряд медалей на чемпионатах Европы и мира, а также Олимпиадах: его учениками были Ференц Хамманг (бронзовый призёр Олимпийских игр 1980 года), Аттила Ковач (двукратный чемпион мира), Тамаш Ковач (двукратный бронзовый призёр Олимпийских игр 1968 и 1972 годов) и многие другие. В 1979 году Менделеньи уехал в Англию с семьёй, где стал работать тренером, за что его правительство лишило всех наград. В 1993 году он смог вернуться на родину, а реабилитировали его только спустя 10 лет после смерти.

## Достижения
- Чемпион Олимпийских игр: 1960 (командное первенство)
- Чемпион мира: 1957, 1958 (командное первенство)
- Серебряный призёр чемпионата мира: 1959 (командное и личное первенство), 1962 (командное первенство)
- Бронзовый призёр чемпионата мира: 1957 (личное первенство), 1961, 1963 (командное первенство)